# Ik hou van jou
Ik hou van jou is een lied geschreven door Peter van Asten en Richard de Bois. Het was de inzending van Nederland voor het Eurovisiesongfestival 1984, gezongen door Maribelle. Daarna hebben ook andere Nederlandstalige artiesten het opgenomen: Dana Winner (Ik hou van jou, Ich liebe dich en In love with you), Roxeanne, Nobilé (To amo te), Marjan Berger, Gordon en Cilla Black (A dream come true). Ook Engelbert Humperdinck waagde zich aan het lied, zo ook de Zweed Thomaz Ransmyr.

## Maribelle
Maribelle Kwakman had al een tiental singles op haar naam staan toen ze meedeed aan het Nationaal Songfestival 1984. Ze moest het opnemen tegen onder meer Edward Reekers (bekend van Kayaks Ruthless Queen) en Vulcano, de nummer twee van vorig jaar. Maribelle werd met lied Ik hou van jou nummer één en met Vanavond nr. 2. Vulcano eindigde op de derde plaats met 1, 2, 3. Ik hou van jou werd gearrangeerd door Dick Bakker. Maribelle werd op het Eurovisiesongfestival 1984 begeleid door het orkest onder leiding van Rogier van Otterloo. Ze werd gedeeld dertiende op een totaal van negentien deelnemers. Ze nam het lied in diverse versies op:
- Ik hou van jou
- In love with you
- Du fehlst mir so
- Pour qui, pourqoui?

De B-kant van de single Ik hou van jou werd een lied geschreven door Edward Reekers getiteld Maar vanavond.

## Hitnoteringen
Het succes in de 3 Nederlandse hitparades op Hilversum 3 was matig. 

### Nederlandse Top 40
| Positie: | 39 | 33 | 33 | uit |

### Nationale Hitparade
| Positie: | 31 | 21 | 28 | 23 | 26 | 38 | uit |

### TROS Top 50
Hitnotering: 26-04-1984 t/m 17-05-1984. Hoogste notering:#27 (2 weken).  

### Vlaamse Radio 2 Top 30
Voor het eerst sinds jaren verscheen een Nederlands songfestivallied in deze Vlaamse hitparade. 
| Positie: | 27 | uit |

### Vlaamse Ultratop 50
Voor het eerst sinds jaren verscheen een Nederlands songfestivallied in deze Vlaamse hitparade. 
| Positie: | 38 | uit |

## Roxeanne
Roxeanne Hazes, de dochter van volkszanger André Hazes gebruikte Ik hou van jou als springplank voor haar loopbaan. Ze behaalde de 4e positie in de Nederlandse Top 40 en de 12e positie in de Mega Top 50. Verder succes in de hitparades bleef aanvankelijk uit, tot een duet met haar broer André Hazes jr. in 2010 met Soms doet 't zo'n pijn.

## Hitnoteringen

### Nederlandse Top 40
| Positie: | 13 | 4 | 4 | 6 | 9 | 10 | 18 | 24 | 39 | uit |

### Mega Top 50
| Positie: | 20 | 17 | 11 | 12 | 14 | 16 | 19 | 22 | 35 | 54 | 59 | 50 | 76 | uit |

1956: De vogels van Holland / Voorgoed voorbij · 1957: Net als toen · 1958: Heel de wereld · 1959: 'n Beetje · 1960: Wat een geluk · 1961: Wat een dag · 1962: Katinka · 1963: Een speeldoos · 1964: Jij bent mijn leven · 1965: 't Is genoeg · 1966: Fernando en Filippo · 1967: Ring-dinge-ding · 1968: Morgen · 1969: De troubadour · 1970: Waterman · 1971: Tijd · 1972: Als het om de liefde gaat · 1973: De oude muzikant · 1974: Ik zie een ster · 1975: Ding-a-dong · 1976: The party's over · 1977: De mallemolen · 1978: 't Is O.K. · 1979: Colorado · 1980: Amsterdam · 1981: Het is een wonder · 1982: Jij en ik · 1983: Sing me a song · 1984: Ik hou van jou · 1986: Alles heeft ritme · 1987: Rechtop in de wind · 1988: Shangri-la · 1989: Blijf zoals je bent · 1990: Ik wil alles met je delen · 1992: Wijs me de weg · 1993: Vrede · 1994: Waar is de zon · 1996: De eerste keer · 1997: Niemand heeft nog tijd · 1998: Hemel en aarde · 1999: One good reason · 2000: No goodbyes · 2001: Out on my own · 2003: One more night · 2004: Without you · 2005: My impossible dream · 2006: Amambanda · 2007: On top of the world · 2008: Your heart belongs to me · 2009: Shine · 2010: Ik ben verliefd (sha-la-lie) · 2011: Never alone · 2012: You and me · 2013: Birds · 2014: Calm after the storm · 2015: Walk along · 2016: Slow down · 2017: Lights and shadows · 2018: Outlaw in 'em · 2019: Arcade · 2020: Grow · 2021: Birth of a new age · 2022: De diepte · 2023: Burning daylight · 2024: Europapa